# 일본을 건강하게 하는 모임
일본을 건강하게 하는 모임(일본어: 日本を元気にする会 にっぽんをげんきにするかい[*])은 2015년 1월 1일 창당된 일본의 직접민주제와 제한된 정부를 주장하는 정당이다. 줄여서 원기회(元気会)라고 한다.
2005년 설립된 동명의 특정비영리활동법인이 있지만 이 정당과는 무관하다.
2014년 11월 28일에 해산한 다함께당에 속해 있던 6명의 무소속 의원이 같은 해 12월 18일 참의원 교섭단체로서 결성하여 참의원 사무국에 신고하였다. 그 후 2015년 1월 1일 정당을 조직하고 같은 해 1월 8일에 다나카 시게루와 교다 쿠니코를 제외한 네명이 차세대당에 탈당 신고서를 제출했다. 안토니오 이노키가 더해져 총 5명이 도쿄 도 선거관리위원회를 통해 총무대신에게 정당설립을 신고했다. 초대 대표는 마츠다 코우타가 되었다.
마츠다는 원기회 설립 당시 “다함께당은 창당 이념이 도중에 없어져 버렸다. 우리는 창당 이념을 앞으로도 지켜 일본의 정치에 제3극이 절대적으로 필요하다는 생각에 활동한다”고 밝히고, 다함께당의 이념을 계승하겠다는 방향성을 천명했다.